# American Open Wheel Racing
American Open Wheel Racing (AOWR), někdy také známé jako American Championship Car Racing, je označení pro závody amerických formulí, které se, hlavně v prvních fázích, jezdily převážně na oválech. AOWR je tedy v USA to, co v Evropě Formule 1, avšak má mnohem delší tradici, která se datuje již k roku 1905.
AOWR je však pouze obecným označením, neboť název šampionátu, ale také organizace, která jej pořádala, se v historii několikrát změnily. První národní šampionát pořádala, již v roce 1905, organizace American Automobile Association (AAA) pod názvem AAA National Track Championship. Od roku 1911 je vrcholem každé sezóny závod 500 mil Indianapolis.
V roce 2015 je hlavním šampionátem IndyCar Series, který pořádá organizace IndyCar. Úřadující šampion (sezóna 2014) je Will Power, zatímco vítěz Indy500 z roku 2014 je Tony Kanaan.

## Šampióni
| Rok                                                                        | Šampión                         | Šampión                         | Šampión                         |
| AAA National Track Championship                                            | AAA National Track Championship | AAA National Track Championship | AAA National Track Championship |
| -------------------------------------------------------------------------- | ------------------------------- | ------------------------------- | ------------------------------- |
| 1905                                                                       | Barney Oldfield                 | Barney Oldfield                 | Barney Oldfield                 |
| 1906–1915: Šampionát nebyl pořádán                                         |                                 |                                 |                                 |
| AAA National Championship                                                  |                                 |                                 |                                 |
| 1916                                                                       | Dario Resta                     | Dario Resta                     | Dario Resta                     |
| 1917–1919: Šampionát nebyl pořádán, jelikož probíhala První světová válka) |                                 |                                 |                                 |
| 1920                                                                       | Gaston Chevrolet                | Gaston Chevrolet                | Gaston Chevrolet                |
| 1921                                                                       | Tommy Milton                    | Tommy Milton                    | Tommy Milton                    |
| 1922                                                                       | Jimmy Murphy                    | Jimmy Murphy                    | Jimmy Murphy                    |
| 1923                                                                       | Eddie Hearne                    | Eddie Hearne                    | Eddie Hearne                    |
| 1924                                                                       | Jimmy Murphy                    | Jimmy Murphy                    | Jimmy Murphy                    |
| 1925                                                                       | Pete DePaolo                    | Pete DePaolo                    | Pete DePaolo                    |
| 1926                                                                       | Harry Hartz                     | Harry Hartz                     | Harry Hartz                     |
| 1927                                                                       | Pete DePaolo                    | Pete DePaolo                    | Pete DePaolo                    |
| 1928                                                                       | Louis Meyer                     | Louis Meyer                     | Louis Meyer                     |
| 1929                                                                       | Louis Meyer                     | Louis Meyer                     | Louis Meyer                     |
| 1930                                                                       | Billy Arnold                    | Billy Arnold                    | Billy Arnold                    |
| 1931                                                                       | Louis Schneider                 | Louis Schneider                 | Louis Schneider                 |
| 1932                                                                       | Bob Carey                       | Bob Carey                       | Bob Carey                       |
| 1933                                                                       | Louis Meyer                     | Louis Meyer                     | Louis Meyer                     |
| 1934                                                                       | Bill Cummings                   | Bill Cummings                   | Bill Cummings                   |
| 1935                                                                       | Kelly Petillo                   | Kelly Petillo                   | Kelly Petillo                   |
| 1936                                                                       | Mauri Rose                      | Mauri Rose                      | Mauri Rose                      |
| 1937                                                                       | Wilbur Shaw                     | Wilbur Shaw                     | Wilbur Shaw                     |
| 1938                                                                       | Floyd Roberts                   | Floyd Roberts                   | Floyd Roberts                   |
| 1939                                                                       | Wilbur Shaw                     | Wilbur Shaw                     | Wilbur Shaw                     |
| 1940                                                                       | Rex Mays                        | Rex Mays                        | Rex Mays                        |
| 1941                                                                       | Rex Mays                        | Rex Mays                        | Rex Mays                        |
| 1942–1945: Šampionát nebyl pořádán, jelikož probíhala Druhá světová válka  |                                 |                                 |                                 |
| 1946                                                                       | Ted Horn                        | Ted Horn                        | Ted Horn                        |
| 1947                                                                       | Ted Horn                        | Ted Horn                        | Ted Horn                        |
| 1948                                                                       | Ted Horn                        | Ted Horn                        | Ted Horn                        |
| 1949                                                                       | Johnnie Parsons                 | Johnnie Parsons                 | Johnnie Parsons                 |
| 1950                                                                       | Henry Banks                     | Henry Banks                     | Henry Banks                     |
| 1951                                                                       | Tony Bettenhausen               | Tony Bettenhausen               | Tony Bettenhausen               |
| 1952                                                                       | Chuck Stevenson                 | Chuck Stevenson                 | Chuck Stevenson                 |
| 1953                                                                       | Sam Hanks                       | Sam Hanks                       | Sam Hanks                       |
| 1954                                                                       | Jimmy Bryan                     | Jimmy Bryan                     | Jimmy Bryan                     |
| 1955                                                                       | Bob Sweikert                    | Bob Sweikert                    | Bob Sweikert                    |
| USAC National Championship                                                 |                                 |                                 |                                 |
| 1956                                                                       | Jimmy Bryan                     | Jimmy Bryan                     | Jimmy Bryan                     |
| 1957                                                                       | Jimmy Bryan                     | Jimmy Bryan                     | Jimmy Bryan                     |
| 1958                                                                       | Tony Bettenhausen               | Tony Bettenhausen               | Tony Bettenhausen               |
| 1959                                                                       | Rodger Ward                     | Rodger Ward                     | Rodger Ward                     |
| 1960                                                                       | A. J. Foyt                      | A. J. Foyt                      | A. J. Foyt                      |
| 1961                                                                       | A. J. Foyt                      | A. J. Foyt                      | A. J. Foyt                      |
| 1962                                                                       | Rodger Ward                     | Rodger Ward                     | Rodger Ward                     |
| 1963                                                                       | A. J. Foyt                      | A. J. Foyt                      | A. J. Foyt                      |
| 1964                                                                       | A. J. Foyt                      | A. J. Foyt                      | A. J. Foyt                      |
| 1965                                                                       | Mario Andretti                  | Mario Andretti                  | Mario Andretti                  |
| 1966                                                                       | Mario Andretti                  | Mario Andretti                  | Mario Andretti                  |
| 1967                                                                       | A. J. Foyt                      | A. J. Foyt                      | A. J. Foyt                      |
| 1968                                                                       | Bobby Unser                     | Bobby Unser                     | Bobby Unser                     |
| 1969                                                                       | Mario Andretti                  | Mario Andretti                  | Mario Andretti                  |
| 1970                                                                       | Al Unser                        | Al Unser                        | Al Unser                        |
| 1971                                                                       | Joe Leonard                     | Joe Leonard                     | Joe Leonard                     |
| 1972                                                                       | Joe Leonard                     | Joe Leonard                     | Joe Leonard                     |
| 1973                                                                       | Roger McCluskey                 | Roger McCluskey                 | Roger McCluskey                 |
| 1974                                                                       | Bobby Unser                     | Bobby Unser                     | Bobby Unser                     |
| 1975                                                                       | A. J. Foyt                      | A. J. Foyt                      | A. J. Foyt                      |
| 1976                                                                       | Gordon Johncock                 | Gordon Johncock                 | Gordon Johncock                 |
| 1977                                                                       | Tom Sneva                       | Tom Sneva                       | Tom Sneva                       |
| 1978                                                                       | Tom Sneva                       | Tom Sneva                       | Tom Sneva                       |
| Rok                                                                        | SCCA/CART Series                | Rok                             | USAC Championship               |
| 1979                                                                       | Rick Mears                      | 1979                            | A. J. Foyt                      |
| Rok                                                                        | CART Indy Car World Series      | Rok                             | USAC Gold Crown Championship    |
| 1980                                                                       | Johnny Rutherford               | 1980                            | Johnny Rutherford               |
| 1981                                                                       | Rick Mears                      | 1981-82                         | George Snider                   |
| 1982                                                                       | Rick Mears                      | 1981-82                         | George Snider                   |
| 1983                                                                       | Al Unser                        | 1982-83                         | Tom Sneva                       |
| 1984                                                                       | Mario Andretti                  | 1983-84                         | Rick Mears                      |
| 1985                                                                       | Al Unser                        | 1984-85                         | Danny Sullivan                  |
| 1986                                                                       | Bobby Rahal                     | 1985-86                         | Bobby Rahal                     |
| 1987                                                                       | Bobby Rahal                     | 1986-87                         | Al Unser                        |
| 1988                                                                       | Danny Sullivan                  | 1987-88                         | Rick Mears                      |
| 1989                                                                       | Emerson Fittipaldi              | 1988-89                         | Emerson Fittipaldi              |
| 1990                                                                       | Al Unser, Jr.                   | 1989-90                         | Arie Luyendyk                   |
| 1991                                                                       | Michael Andretti                | 1990-91                         | Rick Mears                      |
| 1992                                                                       | Bobby Rahal                     | 1991-92                         | Al Unser, Jr.                   |
| 1993                                                                       | Nigel Mansell                   | 1992-93                         | Emerson Fittipaldi              |
| 1994                                                                       | Al Unser, Jr.                   | 1993-94                         | Al Unser, Jr.                   |
| 1995                                                                       | Jacques Villeneuve              | 1994-95                         | Jacques Villeneuve              |
| 1996                                                                       | Jimmy Vasser                    | Rok                             | Indy Racing League              |
| 1996                                                                       | Jimmy Vasser                    | 1996                            | Scott Sharp & Buzz Calkins      |
| Rok                                                                        | CART Championship Series        | 1996-97                         | Tony Stewart                    |
| 1997                                                                       | Alex Zanardi                    | 1996-97                         | Tony Stewart                    |
| 1998                                                                       | Alex Zanardi                    | 1998                            | Kenny Bräck                     |
| 1999                                                                       | Juan Pablo Montoya              | 1999                            | Greg Ray                        |
| 2000                                                                       | Gil de Ferran                   | 2000                            | Buddy Lazier                    |
| 2001                                                                       | Gil de Ferran                   | 2001                            | Sam Hornish, Jr.                |
| 2002                                                                       | Cristiano da Matta              | 2002                            | Sam Hornish, Jr.                |
| 2003                                                                       | Paul Tracy                      | Rok                             | IRL IndyCar Series              |
| Rok                                                                        | Champ Car World Series          | 2003                            | Scott Dixon                     |
| 2004                                                                       | Sébastien Bourdais              | 2004                            | Tony Kanaan                     |
| 2005                                                                       | Sébastien Bourdais              | 2005                            | Dan Wheldon                     |
| 2006                                                                       | Sébastien Bourdais              | 2006                            | Sam Hornish, Jr.                |
| 2007                                                                       | Sébastien Bourdais              | 2007                            | Dario Franchitti                |
| Rok                                                                        | INDYCAR                         | INDYCAR                         | INDYCAR                         |
| 2008                                                                       | Scott Dixon                     | Scott Dixon                     | Scott Dixon                     |
| 2009                                                                       | Dario Franchitti                | Dario Franchitti                | Dario Franchitti                |
| 2010                                                                       | Dario Franchitti                | Dario Franchitti                | Dario Franchitti                |
| 2011                                                                       | Dario Franchitti                | Dario Franchitti                | Dario Franchitti                |
| 2012                                                                       | Ryan Hunter-Reay                | Ryan Hunter-Reay                | Ryan Hunter-Reay                |
| 2013                                                                       | Scott Dixon                     | Scott Dixon                     | Scott Dixon                     |
| 2014                                                                       | Will Power                      | Will Power                      | Will Power                      |